# Gardenia leopoldiana
Gardenia leopoldiana är en måreväxtart som beskrevs av De Wild. och Théophile Alexis Durand. Gardenia leopoldiana ingår i släktet Gardenia och familjen måreväxter. Inga underarter finns listade i Catalogue of Life.